# Francesco Grazioli (calciatore)
Francesco Grazioli (Cavacurta, 6 luglio 1931) è un ex calciatore italiano, di ruolo ala.

## Carriera
Cresciuto nel Codogno, è passato al Genoa e con i liguri ha esordito in Serie A a Milano il 29 ottobre 1950 nella partita Milan-Genoa (4-0). Ha poi giocato nel Pavia, e nuovamente col Genoa, con cui si aggiudica, grazie ad un'unica presenza il 5 ottobre 1952 nel pareggio esterno contro il Padova, la Serie B 1952-1953.
Lasciato definitivamente il sodalizio rossoblu milita nel Livorno, nel Lecce, nell'Empoli e nel Locri.

## Palmarès

### Club

#### Competizioni nazionali
- Serie B: 1

Genoa: 1952-1953